# Шайкевич, Анатолий Волькович
Анатолий Волькович Шайкевич (род. 7 апреля 1929) — советский и российский сценарист, драматург.

## Фильмография
- 1959 — Годы молодые
- 1968 — Орлята Чапая
- 1971 — Заговор
- 1980 — Алёша
- 1982 — Женатый холостяк
- 1988 — Приморский бульвар
- 1991 — Влюблённый манекен
- 1993 — Завещание Сталина
- 1993 — Страсти по Анжелике (Украина, Россия)
- 1994 — Мужчина лёгкого поведения
- 1995 — Авантюра (Украина, Россия)
- 2003 — Театральный блюз
- 2007 — Пирожки с картошкой